# Caspar William Morgan
Caspar William Morgan var en politisk äventyrare, till börden irländare.
Morgan var verksam anhängare av jakobiterna i Frankrike och betrodd med ekonomiska angelägenheter, med anskaffning av folk, fartyg, vapen och dylikt för företag, som avsåg "Pretendentens" (Jakob III:s) återinsättande på Englands tron. Intresse härför fanns också i Sveriges politik, och i stuartskt intresse lockade han Sverige in på ett egendomligt företag. Han lyckades nämligen hos Karl XII i Strömstad genom Goertz för sig och en Jean Monnery som ombud för sjörövarna på Madagaskar utverka ett par märkliga öppna brev av 24 juni 1718. Enligt dessa skulle fribytarna erhålla sökt fristad med mera i Sverige samt Morgan bli guvernör i en svensk koloni på deras ö Sainte Marie och förses med kaparbrev för anfall på Sveriges fiender. Med klok användning kunde envar av dessa förmåner bli nyttig för jakobiternas planer. Därför skaffade sig Morgan bekräftelse på kung Karls brev av båda hans efterträdare och var med stöd av män som Daniel Niclas von Höpken och Otto Wilhelm Klinckowström ivrigt verksam för även mera direkt hjälp med pengar, fartyg och vapen till en expedition till Madagaskar för piraternas hitförande med mera. En sådan kom också till stånd 1721, som tillsammans med Morgans avgick, men inte hann längre än till Cadiz, där det hela gick över styr, så att den svenske chefen, Ulrich, återvände. Morgan fortsatte ännu ett par år med åtskilliga svenska mäns medverkan att söka få ny svensk expedition till stånd, men utan resultat. Morgan blev adlad 1721 och naturaliserad i Sverige.